# 지구연방주의
지구연방주의는 지구를 여러 개의 "주"로 구성된 하나의 국가로 인식하고, 각 지구 주가 자치권과 독립성을 가지면서도 상호 협력하고 조화롭게 공동의 이익을 추구하는 체제를 의미한다. 지구연방주의는 국가 이상의 단위로써 지구를 다양한 주로 분할하여 관리하고 조정하는 체계적인 구조를 제시한다. 이는 국가적 경계를 초월하여 지구의 문제와 과제를 해결하고 지구적인 이익을 추구하는 방향을 제시하는 개념이다.

## 배경
세계화의 확대로 전 세계는 정보통신, 경제, 문화적으로 긴밀히 연결되었다. 글로벌 시장이 형성되고 글로벌 스탠더드가 확대되면서 개인과 개별 국가는 전 세계를 무대로 경쟁하고 있다. 또한, 국제이주, 전쟁, 환경, 인권, 빈곤 등 전 지구적인 문제들이 증가하면서 개별 국가 간의 상호 의존과 협력의 필요성이 증대되었다. 이러한 변화는 우리가 국제 경쟁력을 갖는 동시에 인류 보편적인 가치를 추구하고 전 지구적 이슈에 관심을 두고 참여하는 세계시민이 될 것을 요구한다.
국가 시민성이 개별 국가 시민들에게 부여된 지위와 권리 또는 그들에게 요구되는 시민으로서의 자질과 태도로 정의된다면 세계 시민성의 근거는 하나의 세계정부나 세계국가의 출현 가능성에서 찾을 수 있다. 그러나 세계정부의 출현은 인류가 민족과 종교, 사상 등으로 나누어지고 서로를 배척하는 상황에서 분쟁을 악화시킬 뿐 아니라 세계를 통합시키기 위한 명목 아래 탄압이 일어날 수 있다는 등의 많은 현실적 한계와 문제점이 있다. 이러한 상황 속에서 개별 민족 국가의 자율성과 독립성을 위협시키거나 침해하지 않으면서 민족주의가 지닌 배타성을 희석시키고 민주적 정치 공동체의 안정과 인류의 보편적 가치를 지향하는 시민성의 내용을 모색하는 것이 중요한 과제로 부상하였고 그에 대한 대안이자 절충안으로써 지구연방주의라는 개념이 등장하였다.
한편, 세계정부에 얼마만큼의 권한을 인정하는가에 관해서는 미니멀리즘(최소한론)과 맥시멀리즘(최대한론)의 대립이 있는데, 미니멀리즘은 세계정부의 권한을 전쟁방지에 직접 필요한 범위로 한정하고, 그 밖에 대해서는 현존 국가의 권한을 그대로 남겨 두려는 데 대해, 맥시멀리즘은 항구적인 평화의 확립을 위해서는 정치·경제·문화의 광범한 영역에 걸친 권한을 세계정부에게 주는 것을 말한다. 지구 연방주의는 그 중에서 미니멀리즘에 더 가까운 입장을 취하며 연방정부에게 많은 권한을 넘겨주진 않지만, 지구 공동의 문제에 대해서는 각 연방국에게 제한을 둘 수 있다. 각 연방의 구성국은 연방정부가 허용하는 범위 내에서 자체적으로 입법·사법·행정 기관을 갖고 내정에 대해서 독립적으로 운영한다.

## 연방주의의 의미
지구연방주의는 연방주의에서 파생된 단어이다. 연방주의(聯邦主義, Federalism)는 절대적 국가 주권에서 하나의 주권만이 인정되는 것과 대비되는 개념으로, 정부의 권력이 둘 이상의 지역으로 분산되어 각각의 권한을 인정하는 체제를 의미한다.
연방주의는 정치만이 아니라 경제, 문화 등을 자유와 협동의 원리에 따라 재구성하려는 이념이고, 연합의 원리에 따라 지속적으로 사회를 재구성하려는 전략이다. 정치 면에서 연방주의란 정부 안에 정부를 만들어 일종의 이중권력을 만들고 주권이 작동되는 방식을 바꿀 뿐 아니라 주권 자체를 시민들이 직접 정의하게끔 하는 새로운 이념이다. 경제 면에서 연방주의는 협동과 우애의 원리에 바탕을 둔 경제질서, 생산과 소비, 농업과 산업을 분리시키지 않고 지역과 지역이 동등하게 자원을 나누고자 하는 전략이다. 문화 면에서 연방주의는 표준어와 표준지식, 통일된 기준보다 지역적인 지식과 문화를 강화시키려는 방법이다.
샤를 드 몽테스키외(Charles De Montesquieu), 앙리 드 생시몽(Henri de Saint-Simon) 등은 연방주의가 평화를 위한 사회의 틀을 제공해 줄 수 있다고 보았다. 임마누엘 칸트(Immanuel Kant)는 《영구평화론 On Perpetual Peace》(1796)에서 평화를 위해 국가연합(confederation)이 필요하다고 주장하였으며 이는 자유로운 상태에서 국가 간의 평화로운 연맹(federation)에 기초해야 한다고 보았다. 또한, 피에르 조제프 프루동(Pierre-Joseph Proudhon)은 가족이나 길드와 같은 자연적인 공동체 내에서 개인의 자유를 유지하는 최선의 방법으로 연방주의를 제시하였다. 그는 연방주의가 사회적 갈등과 긴장 속에서 사회적, 정치적 질서를 구현할 수 있다고 주장하였다.
연방주의를 채택하고 있는 대표적인 국가로는 독일과 미국이 있으며 연방주의의 형태로는 이중 연방주의(dual federalism), 협력적 연방주의(cooperative federalism), 경쟁적 연방주의(competitive federalism), 수용적 연방주의(permissive federalism), 신연방주의(new federalism) 등이 있다.

## 이점
지구연방주의의 첫 번째 이점으로는 세계 평화와 안정을 들 수 있다. 지구를 하나의 국가로 보고 각 주가 서로 협력하고 조화롭게 공동의 이익을 추구하는 지구연방주의는 이전 체제에서 일어났던 분쟁과 충돌을 최소화하고 충분한 이해관계를 구축하여 전쟁의 위험을 없앨 수 있을 것이다.
두 번째는 전 지구적 문제의 해결이다. 전 지구적 문제로는 기후변화, 대기, 수질 오염 등의 환경 오염, 자원 고갈, 전염병, 테러리즘, 사이버 공격 등의 국제 범죄 등이 있다. 이러한 전 지구적 문제들은 국가 간의 협력과 국제적인 해결을 요구하는데, 지구연방주의는 지구를 하나의 국가로 인식하도록 하여 전 지구적 문제에 대한 책임 회피를 방지하고 우리의 문제임을 인식시켜 문제를 해결해나가도록 장려한다.
세 번째는 경제 발전과 번영이다. 지구연방주의는 지구 전체의 경제적인 발전과 번영을 목표로 한다. 지구연방주의 체제 하에 각 주는 경제적인 협력과 무역을 활성화하여 전체의 이익을 얻을 수 있고, 이러한 이익은 각 주의 상황에 맞게 사용되어 지구 경제가 안정되고 풍요로워질 수 있다.
마지막 이점으로는 다문화주의가 진정으로 시행되는 것을 들 수 있다. 다문화주의는 문화적인 다양성을 인정하고, 각각의 문화가 평등하게 존재하고 상호작용할 수 있는 사회적인 가치와 원칙을 강조하는 개념이다. 다문화주의는 문화적인 차이를 부각시키는 것이 아닌 이를 긍정적인 가치로 인식하고 점차적으로 발전시킬 수 있는 방법을 모색한다. 다문화주의는 서로 다른 문화 간의 관용을 중시하여 공정하고 포용적인 사회를 열고자하는 중요한 개념이다. 지구연방주의는 이러한 다문화주의를 촉진하고 지원하는 역할을 할 수 있다. 지구연방주의는 사람들로 하여금 다른 주에 속한 사람들도 나와 같은 국가의 사람으로 인식하도록 하여 같은 소속감을 느끼도록 한다. 또한, 각 주의 서로 다른 문화도 크게 보면 지구라는 하나의 국가의 문화이므로 인정받아야 마땅하다. 따라서 지구연방주의는 각 주의 서로 다른 문화를 한 국가의 문화로 인정하여 각 주의 문화가 평등하게 존재하고 지구에 사는 사람들로 하여금 더 이상 타문화가 아니라는 것을 인식시킬 수 있을 것이다.

## 반박
지구연방주의를 실현하는 것은 현재로서는 매우 어려운 과제이다. 지구연방주의는 국가적 경계를 초월하여 지구의 문제와 과제를 해결하고 지구적인 이익을 추구하는 이상적인 개념이지만, 다음과 같은 이유들로 인해 실현이 어렵다. 
현재 세계는 다양한 국가들로 이루어져 있으며, 각국은 자체적인 이해와 이익을 가지고 있다. 국가들은 자체적인 이익을 위해 경쟁하고 있으며, 국가 간의 이익 충돌은 지구연방을 실현하는 데 어려움을 줄 수 있다. 국가 간의 이해 차는 국제 협력과 의사 결정 과정에 영향을 미칠 수 있으며, 글로벌한 정치적 합의 도달을 어렵게 만들 수 있다.
또한 국가들은 주권과 자율성을 유지하려는 경향이 있다. 지구연방주의가 발전하면 개별 국가의 주권과 자율성이 제한될 수 있으며, 국가들은 자체적으로 정책을 결정하고 자신의 이익을 추구하는 권리를 상실할 수 있다. 
그뿐 아니라 지구연방주의를 추구하더라도 개별 국가나 지역 간에 여전히 차별과 부당한 대우가 발생할 수 있다. 특정 국가나 국가 그룹이 다른 국가들보다 더 큰 영향력을 행사할 수 있으며, 이는 정의와 공정성에 대한 문제를 야기할 수 있다.
또, 지구적인 문제들의 해결을 위한 협력과 통합은 개별 국가의 의견 차이로 인해 어려울 수 있다. 게다가 다양한 문화적, 언어적, 종교적 차이를 가진 국가들이 지구연방주의를 추구할 경우 문화적 충돌이 발생할 수 있다. 문화적 차이와 언어 장벽은 상호 이해와 협력을 어렵게 만들 수 있다. 
더불어 지구연방주의가 현실화되면 의사결정과 행정의 복잡성이 증가할 수 있다. 다양한 이해관계자와 국가들 간의 합의에 도달하기 위한 절차와 절충이 필요하며, 이는 결정을 느리게 하고 효율성을 저하시킬 수 있다. 

## 지지
지구연방주의의 도입은 아무래도 국가의 자율성보다는 지구 전체의 이익을 먼저 생각할 수 밖에 없어 국가는 주권이나 자율성이 침해된다고 느낄 수 있으며, 정치적 합의 과정에서의 불일치와 비효율성이 새로운 문제로 제기될 수 있다. 하지만 오히려 지구연방주의가 국가들 간의 갈등 방지와 효율성 증가에 도움이 될 수 있으며, 각 국가의 권리를 이해하고 보호해주는 데에 앞장설 수 있을 것이라 본다.
첫번째로, 국가는 나라의 이익을 먼저 생각하고 행동할 수 밖에 없으며, 이러한 이익의 충돌로 인해 바람직한 의사결정이나 합의가 이루어지기 어려울 수 있다. 이 부분에 대해서는 각 나라의 이익에 과도한 해가 가지 않는 선에서 기준을 마련해놓고 그 안에서 정치적 결정이나 조절이 이루어져야 한다고 본다. 어떠한 정책도 나라에 해가 하나도 안 갈수는 없으나, 최대한 공정하게 갈 수 있도록 미리 규정이나 기준을 마련해놓고 시작을 한다면 이익을 최대한으로 보호하면서 합의를 이끌어낼 수 있을 것이다.
두 번째로, 주권과 자율성의 제한에 따라 국가 권리가 상실될 수 있다는 입장이 제기될 수 있는데, 지구 연방주의는 국가 권리를 과하게 제한하겠다는 뜻이 아니라 해결이 필수적인 지구 공동의 문제에 대해서만 국가 권리보다는 국가 전체적인 측면에서 문제를 해결하겠다는 뜻이며, 정치, 문화, 행정적 측면에서는 자율적인 정부 구성과 정책이 허용된다는 전제를 바탕으로 한다. 따라서 지구 공동의 문제 측면이 아닌 개인적인 국가의 일에 대해서는 자율성이 전적으로 보장되며, 공동의 문제 측면에서도 각 국가의 권리를 최대한 침해하지 않도록 규정하고 시행이 이루어진다면 오히려 권리 보장에 앞장설 수도 있다고 생각된다.
세 번째로, 국가 간의 힘의 차이에 따라 약소국에 대한 차별이나 부당한 대우가 발생할 수 있는데, 이 부분에 대해서는 연방정부가 정확하게 방지를 위한 법이나 제도를 마련해야 한다. 미국의 연방제도를 보면 미국은 헌법을 바탕으로 연방정부와 각 주의 정부가 동등한 위치를 가지고 있으며, 같은 위치이기에 서로의 이익을 침해하거나 자신의 권력을 더 내세울 수 없다. 이렇게 기반이 되는 법이나 제도가 마련되지 않으면 상대적으로 힘이 있는 상대국에 유리하게 갈 수 밖에 없기에 법과 제도는 필수적으로 마련되어야 하며, 지구 전체로 보면 강대국과 약소국의 힘의 격차가 크기에 약소국을 보호할 수 있는 제도도 함께 마련되어야 하며, 그 제도를 바탕으로 다양한 정책이 시행되어야 한다. 이러한 방법이 지켜진다면 힘으로 제약을 가할 수 없는 강대국들의 횡포에도 제한을 줄 수 있으며, 러시아의 우크라이나 침공, 파리협정(2015년)에서 미국의 탈퇴 등 강대국들의 일반적 결정에 따른 피해를 막을 수도 있다.
마지막으로, 아무래도 다양한 의견을 고려하여 모든 나라의 이익을 다 고려해야 하기에 의사결정과 행정에서의 복잡성에 따른 비효율성이 예상될 수 있는데, 연방정부의 정책은 모든 나라의 이익을 고려한다기보다는 지구 전체 측면에서 이익이 되는 정책을 택하여 시행하는 것이므로 비효율적인 것이라기보다 오히려 효율적인 결정과 정책 시행을 가능하게 할 수 있다. 각 나라가 주장하는 이익을 하나씩 따져가며 결정을 하는 것이 아닌 완전히 지구 측면이기에 연방 정부의 구성원들이 한 나라의 이익을 가지고 따지는 것이 아닌 객관적인 관점을 지니고 참여한다면 오히려 단순하고 효율적인 정책의 시행이 가능해질 것이다.

## 같이 보기
- 연방주의
- 세계시민주의